# خوش‌زبان را ببین

آگهی تبلیغاتی فیلم کمدی «خوش‌زبان را ببین» در یکی از جراید کثیرالانتشار که در ایران با نام «خوشگلِ کمر باریک» اکران شد.

 خوش‌زبان را ببین (ایتالیایی: Ecco lingua d'argento) یک فیلم کمدی ایتالیایی به کارگردانی مائورو ایوالدی است که در سال ۱۹۷۶ منتشر شد.
این فیلم پیش از انقلاب در ایران با نام خوشگلِ کمر باریک به فارسی دوبله و در سینماها اکران شد. در این فیلم مینو غزنوی به‌جای کارمن ویلانی، نصرالله مدقالچی به‌جای جانفرانکو دانجلو، شکوه زارعی به‌جای نادیا کاسینی و خسرو خسروشاهی به‌جای روبرتو پاچه صحبت کرده بودند.

## گزیدهٔ بازیگران
- کارمن ویلانی
- نادیا کاسینی
- انتسو آندرونیکو
- جانفرانکو دانجلو
- روبرتو پاچه